# CiS
CiS (plným názvem CiS electronic GmbH) je německá společnost vyrábějící elektrické kabely, specifické konektory a mechatronické vybavení. Své výrobky dodává do strojírenství, kosmonautiky, automobilového průmyslu, ale i do produkce lékařských zařízení nebo například jako prvky vybavení větrných elektráren. Vedle Německa působí společnost rovněž v České republice a Rumunsku.

## Působení vČeské republice
V České republice začala firma v roce 1992 v Ludvíkově pod Smrkem ve Frýdlantském výběžku na severu země spolupracovat s tamní společností Lites v oblasti mobilních telefonů. Kooperace s českou firmou byla pro CiS přínosná a společnost se proto roku 1997 rozhodla založit v České republice svou vlastní pobočku pojmenovanou CiS systems. Současně od Litesu odkoupila jeho ludvíkovský výrobní závod. Postupně otevřeli další závody v Hejnicích a v Novém Městě pod Smrkem mají od roku 2005 své podnikové sídlo v tamní Klingerově vile.
Roku 2009 se společností Knorr-Bremse, která dříve působila v Hejnicích, a Česko-německou obchodní komorou začali spolupracovat s Technickou univerzitou v Liberci (TUL). Založili takzvanou „1. Jizerskohorskou školu mistrů“, jež v sobě kloubí teoretické a praktické vzdělávání studentů.
Roku 2017 společnost navštívila tehdejší česká ministryně práce a sociální věcí Michaela Marksová, aby zde se saským ministrem pro hospodářství Martinem Dulligem jednala o problémech zaměstnanosti na pomezí České republiky, Německa a Polska.